# 依諾增爵十世
諾森十世（拉丁語：Innocentius PP. X；1574年5月6日—1655年1月7日）原名若翰·潘菲利（Giovanni Battista Pamphilj），1644年9月15日當選教宗，同年10月4日即位至1655年1月7日為止。他是意大利人。

## 譯名列表
- 十世：天主教香港教區禮儀委員會：禧年專頁 （页面存档备份，存于）作。
- 因特十世：《世界人名翻譯大辭典》1993年版作因諾森特。
- 英十世：《大英簡明百科知識庫》2005年版[永久]作英諾森。
- 十世：香港天主教教區檔案　歷任教宗作。
- 十世：天主教天津教区作。